# Rhys Darby
Rhys Montague Darby (21 maart 1974) is een Nieuw-Zeelands stand-upcomedian. Hij staat bekend om zijn energieke, fysieke optredens. Hierbij maakt hij gebruik van mime en geluidseffecten. In 2001 en 2002 was hij genomineerd voor de Billy T Award.
Hij speelde de bandmanager van de Flight of the Conchords in een radioserie voor de BBC (als het personage Bryan Nesbitt), en in de televisieserie voor HBO (als het personage Murray Hewitt). In de film Yes Man speelde hij de rol van Norman, de manager van Carl Allen (gespeeld door Jim Carrey).
Tevens is Darby te zien als Nigel Billingsley in de films Jumanji: Welcome to the Jungle en Jumanji: The Next Level.
Als stemacteur sprak hij de Engelstalige stem in van Crash Bandicoot in Skylanders Academy. In 2020 sprak hij de Engelstalige stem in van Foxwell Cripp in 100% Wolf. In 2024 sprak Darby de stem in van Roger Rogers voor het tweede seizoen van de Disney-serie Monsters at Work.
- Gemeinsame Normdatei: 1023789981
- International Standard Name Identifier: 0000 0000 6263 9054
- Library of Congress Control Number: no2009096108
- MusicBrainz: ebb5f981-b50b-4f83-9930-c53e152e0d82
- Système universitaire de documentation: 226588882
- Virtual International Authority File: 90569841
- WorldCat: E39PBJccfpJrcdHHGTjFDMrH4q